# Corynitis
Corynitis — рід совкових з підродини совок-п'ядунів, який зустрічається в Південній Америці, зокрема Бразилії.

## Систематика
У складі роду:
- Corynitis penicillalis Geyer, 1832